# BBC Knowledge (Italia)
BBC Knowledge è stata la versione italiana dell'omonimo canale internazionale edito dalla BBC specializzato nel factual entertainment.
Ha iniziato le trasmissioni il 1º marzo 2011 all'interno della piattaforma Mediaset Premium, con una versione appositamente progettata per il pubblico italiano che ha cessato le trasmissioni il 1º marzo 2016 . 
La speaker del canale è stata la doppiatrice Lara Parmiani.

## Palinsesto
BBC Knowledge aveva un palinsesto costituito da programmi factual che trattavano di motori, disastri, natura, crimini, scienza, storia e lifestyle.
- I nuovi re della Nigeria (The New Kings of Nigeria)
- Krakatoa: gli ultimi giorni (Krakatoa: The Last Days)
- Migrazioni: sulle tracce dello gnu
- Guida scientifica per presidenti (The presidents' guide to science)
- Il giro del mondo in bicicletta (The Man Who Cycled the World)
- Orizzonti perduti (Lost Horizons: The Big Bang)
- È possibile che tutto quello che sappiamo dell'universo sia falso? (Is everything we know about the universe wrong?)
- La macchina del Bing Bang (The Big Bang Machine)
- Petrolio africano: il golpe di Simon Mann (Simon Mann's African Coup)
- Giro del Mondo in 80 religioni (Around the World in 80 Faiths)
- Louis Theroux: bambini e psicofarmaci in America (America's Medicated Kids)
- Louis Theroux: la famiglia più odiata d'America (The Most Hated Family in America)
- Louis Theroux - la città drogata di metanfetamina (The City Addicted to Crystal Meth)
- Storia della scienza (The Story of Science)
- L'Indonesia selvaggia (Wild Indonesia)
- Le api di Buddha e la regina dei calabroni giganti (Buddha, Bees and the Giant Hornet Queen)
- Ray Mears - lezioni di sopravvivenza in Australia (Ray Mears Goes Walkabout)
- Ray Mears - l'esperto di sopravvivenza in Canada (Ray Mears' Northern Wilderness)
- 7 facce nuove in 7 giorni
- Alla scoperta dell'Himalaya con Michael Palin
- Auschwitz
- Come riconoscere un genio
- Curami
- Da Sydney a Tokyo con qualsiasi mezzo (Right to the Edge: Sydney to Tokyo By Any Means)
- Gange
- Gemelli
- Gli elefanti nomadi del deserto del Namib (Elephant Nomads of the Namib Desert)
- Gli spettacolari fenomeni della natura (Nature's Great Events)
- Himalaya
- I giorni che hanno fatto tremare il mondo (Days That Shook the World)
- Il cuore selvaggio della Cina (Wild China)
- Il diario dei grandi felini (Big Cat Diary)
- Il mondo in una mappa
- Il Sahara con Michael Palin (Sahara with Michael Palin)
- Joanna Lumley a caccia di aurore boreali
- L'India e la sua storia
- L'invasione dei coccodrilli
- La guerra sul clima (Earth: The Climate Wars)
- La storia del safari con Richard E. Grant (The History of Safari with Richard E Grant)
- La terra del futuro
- Le meraviglie del sistema solare (Wonders of Solar System)
- La rivoluzione capitalista in Cina
- La vita sotto le fronde (Life in the Canopy)
- L'amore per i soldi (The love of money)
- L'Europa selvaggia
- Mamba nero: un problema letale
- Meteo impazzito (Wild Weather)
- Mogli in vendita sul Web
- Montezuma
- Onde Anomale (Freak Wave)
- Perché i magri non ingrassano?
- Perché i virus sono dannosi?
- Perché sogniamo?
- Pianeta Allergie (Allergy Planet)
- Pianeta Terra (Planet Earth)
- Quante persone può ospitare la Terra?
- Richard Hammond - Mondi Invisibili (Richard Hammond's Invisible Worlds)
- Rift Valley: nel cuore selvaggio dell'Africa
- Spedizione in Guyana
- Stormi, sciami e altre grandi invasioni
- Sulle orme di Shackleton (In the Footsteps of Shackleton)
- Un anno in Tibet (A Year in Tibet)
- Un Sole sulla Terra
- Vulcano Islandese-La prossima eruzione
- Warren Buffet - la carriera del grande investitore americano